# Niccolò dell’Abbate
Niccolò dell’Abbate (Modena, Itália,  1512 – Fontainebleau, Franciaország, 1571) itáliai reneszánsz festő.

## Életútja
Modenában, Bolognában dolgozott, majd 1550 körül Francesco Primaticcio hívására a franciaországi Fontainebleau-ba ment, ahol mesterének segédkezett a freskóknál, s mestere dekoratív stílusának egyik terjesztője lett. Együttesen alkotott falfreskóik lírai tájakat, mitológiai jeleneteket ábrázoltak, eltűntek az idők folyamán az épített környezet változásai miatt.
Raffaello és Correggio művészete is hatott Del'Abbate festészetére. A Fontaibebleau-i iskola egyik első tagja volt. Dekoratív, sokfigurás antik tárgyú képeiből (A trójai ló, Vénusz és Neptunusz, Aeneas történetének jelenetei) legtöbb a Modena-i képtárban található, de más jeles múzeumok is őrzik alkotásait. A Modena-i templomból való oltárképét, Péter és Pál vértanúsága (1547), a drezdai képtár őrzi. Szőnyeg-, zománc-, és alkalmi dekorációterveket is készített.
Festményeinek témái és stílusa hatást gyakorolt később Claude Lorrain és Nicolas Poussin művészetének kibontakozására.

## Képeiből

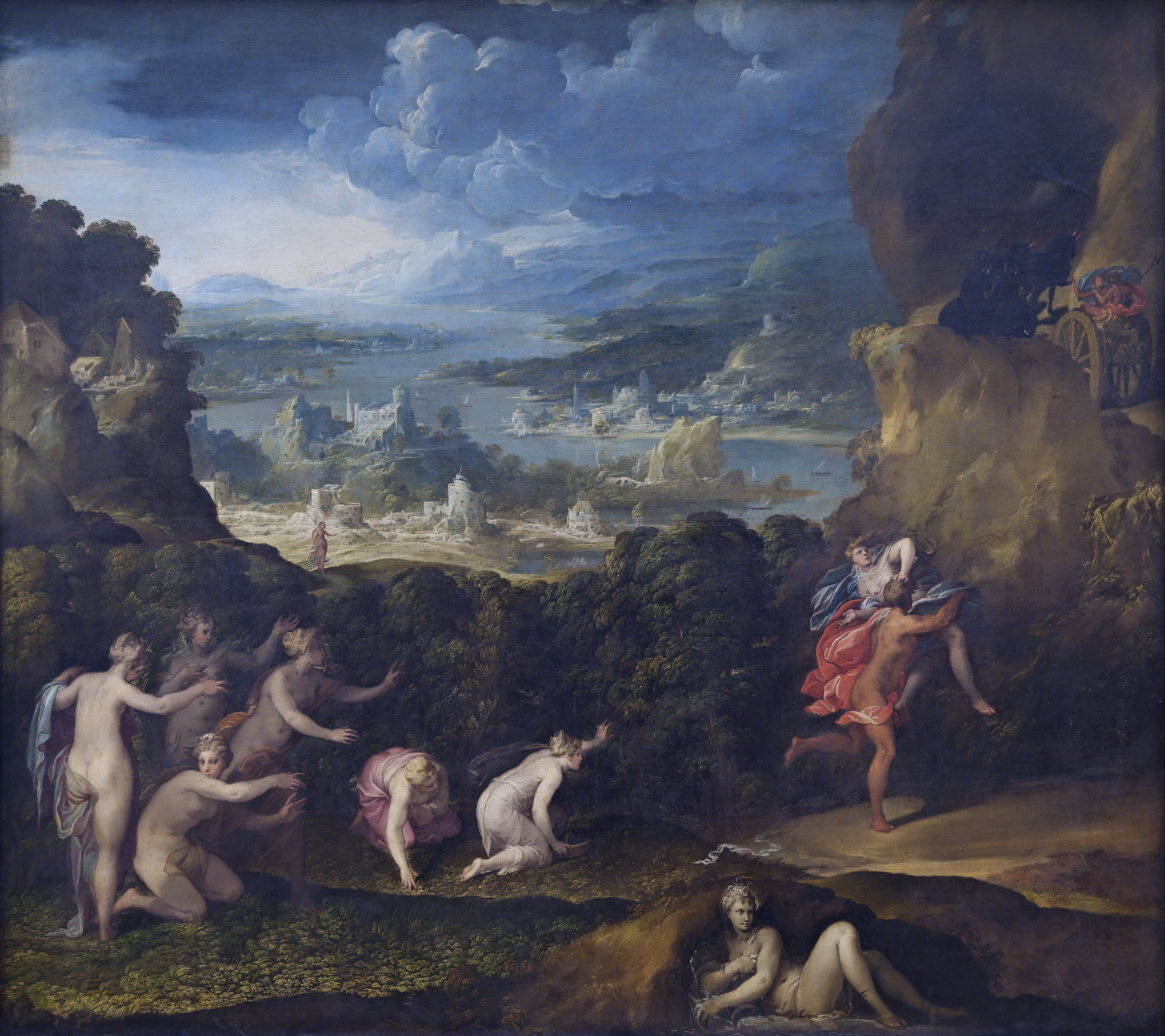
Proserpine elrablása (Louvre)
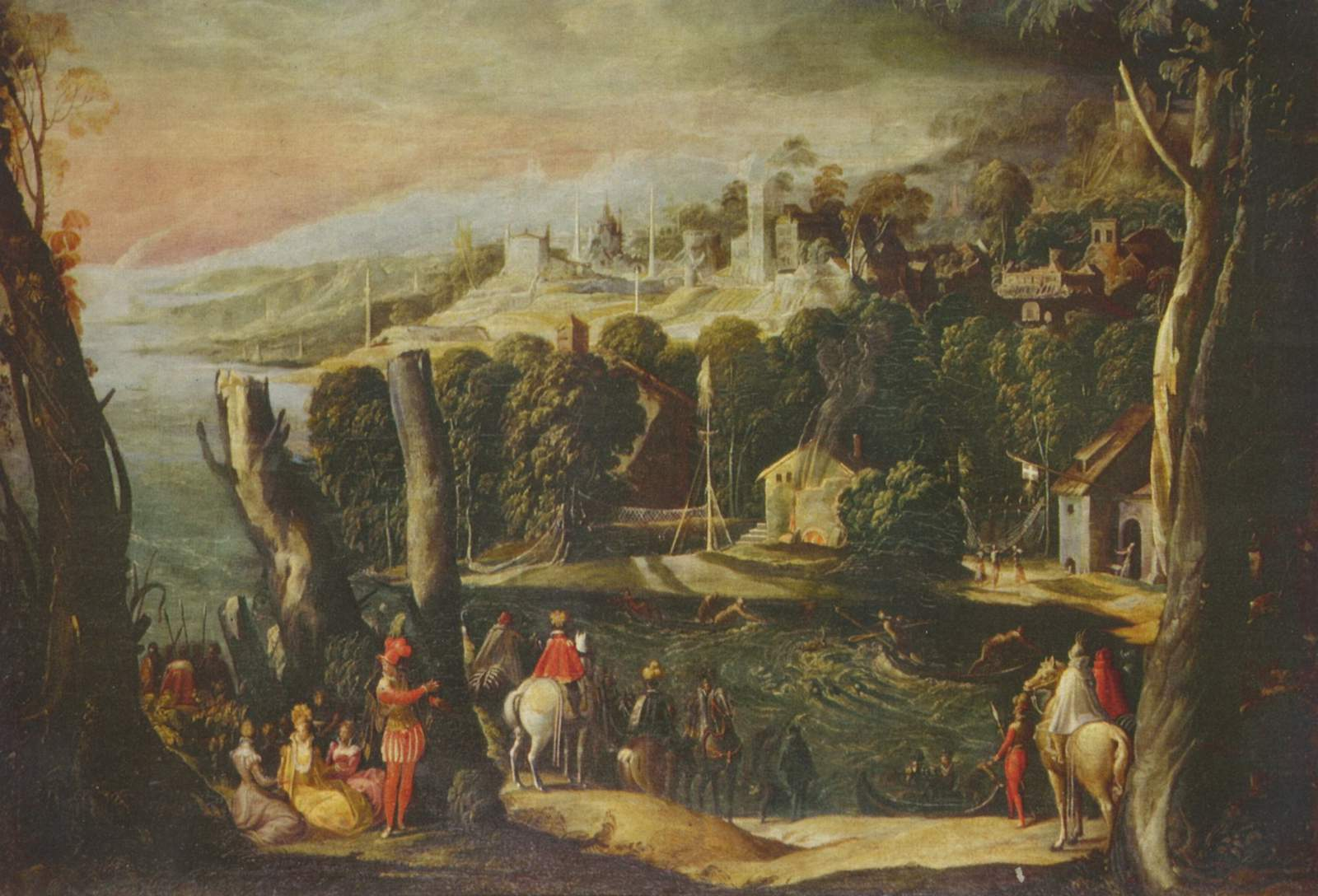
Tájkép lovasokkal és nőkkel (Borghese Múzeum és Galéria, Róma)
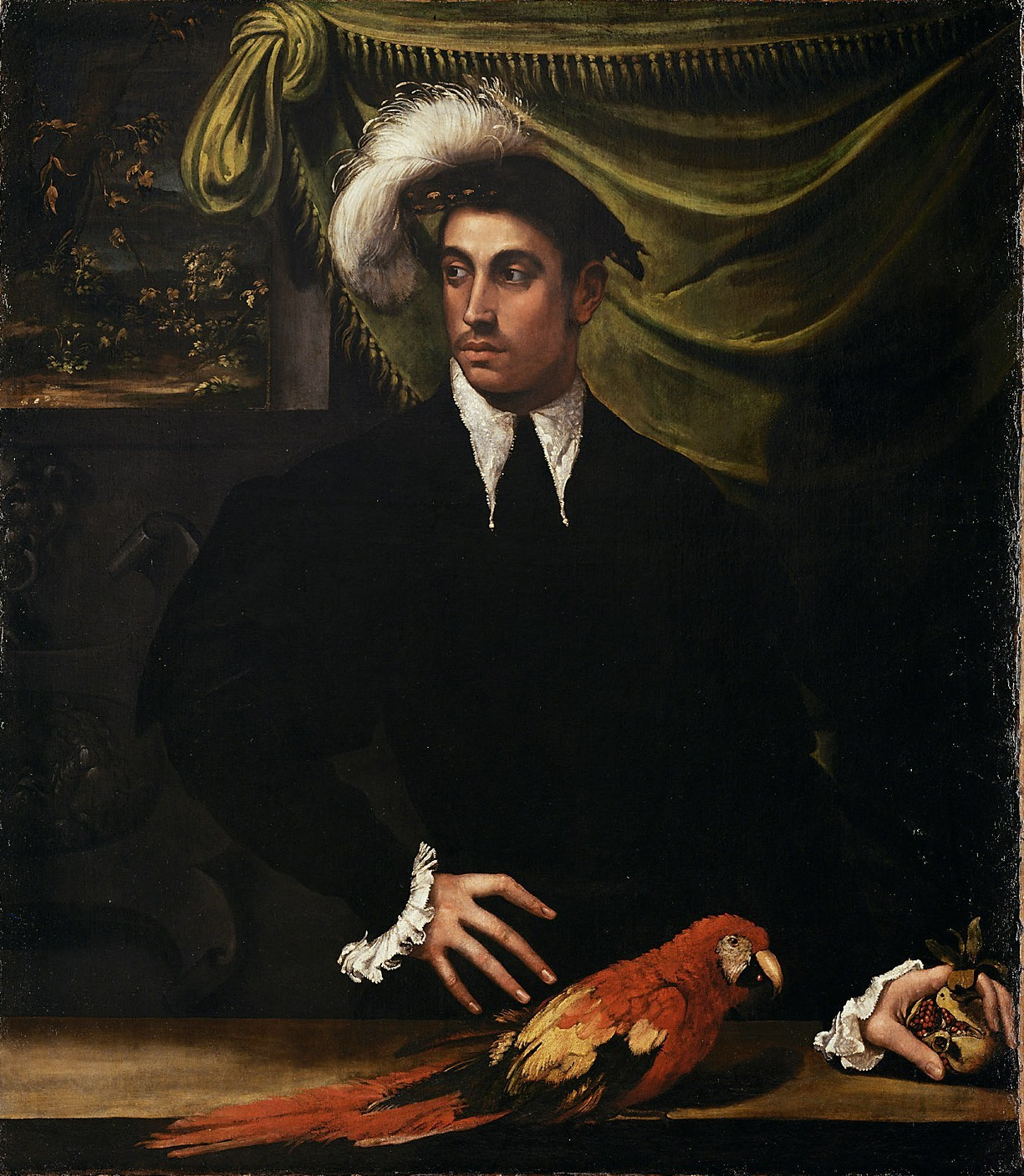
Ifjú képmása papagájokkal és gránátalmával (1540 körül, Bécsi Szépművészeti Múzeum)
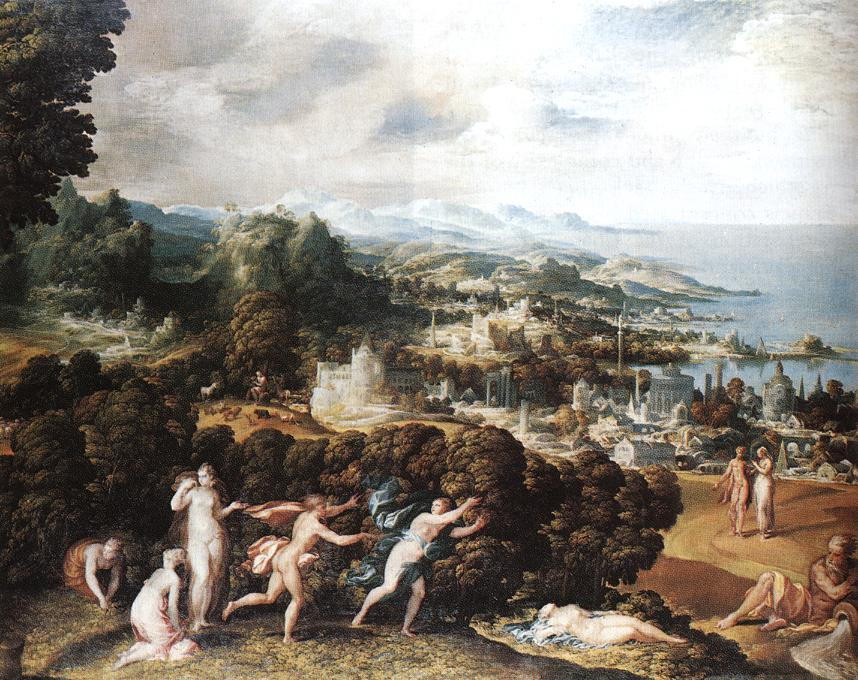
Orpheus és Eurydice (A londoni Nemzeti Galéria őrzi)
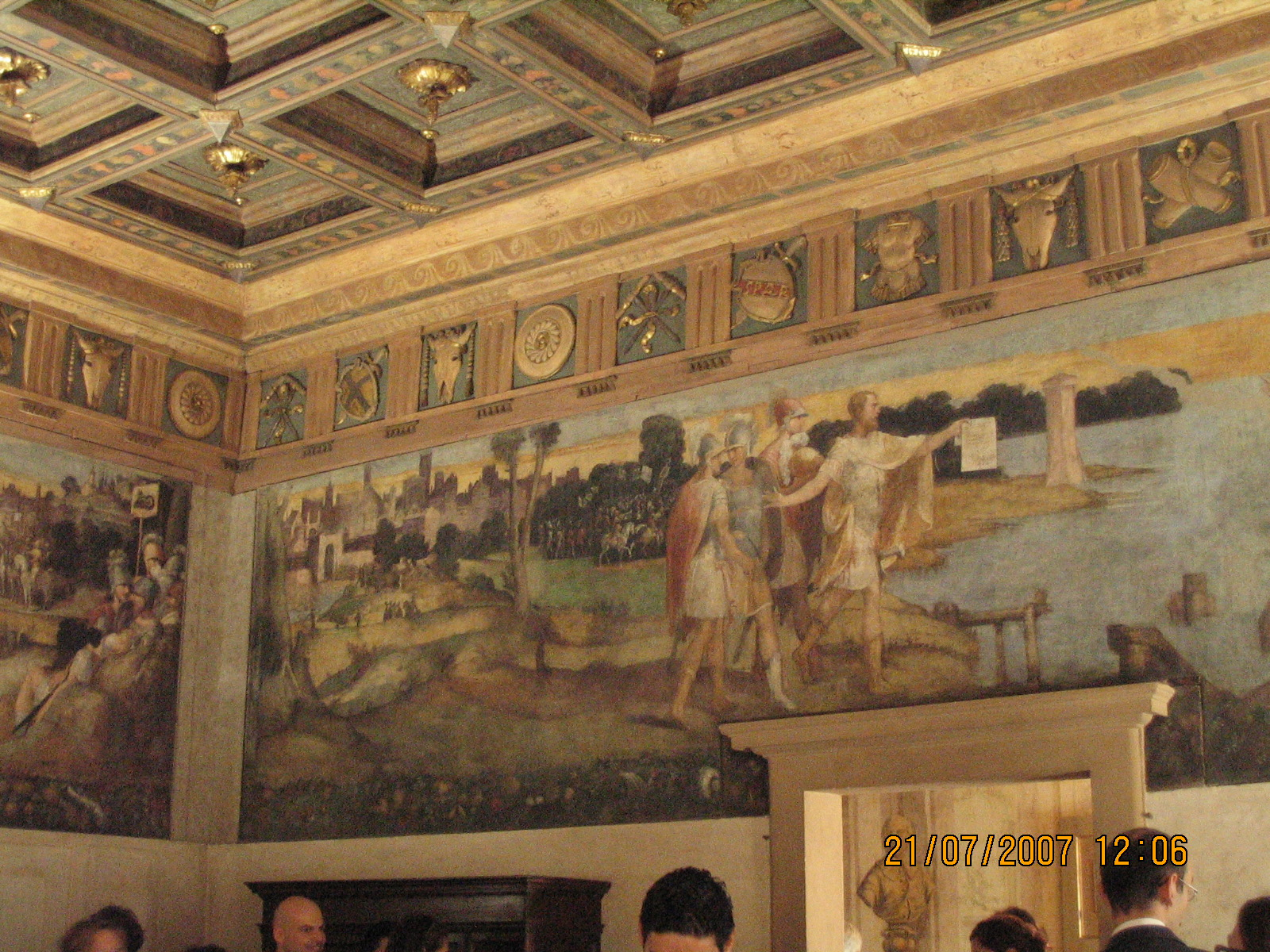
Reneszánsz freskó többekkel (Modena)
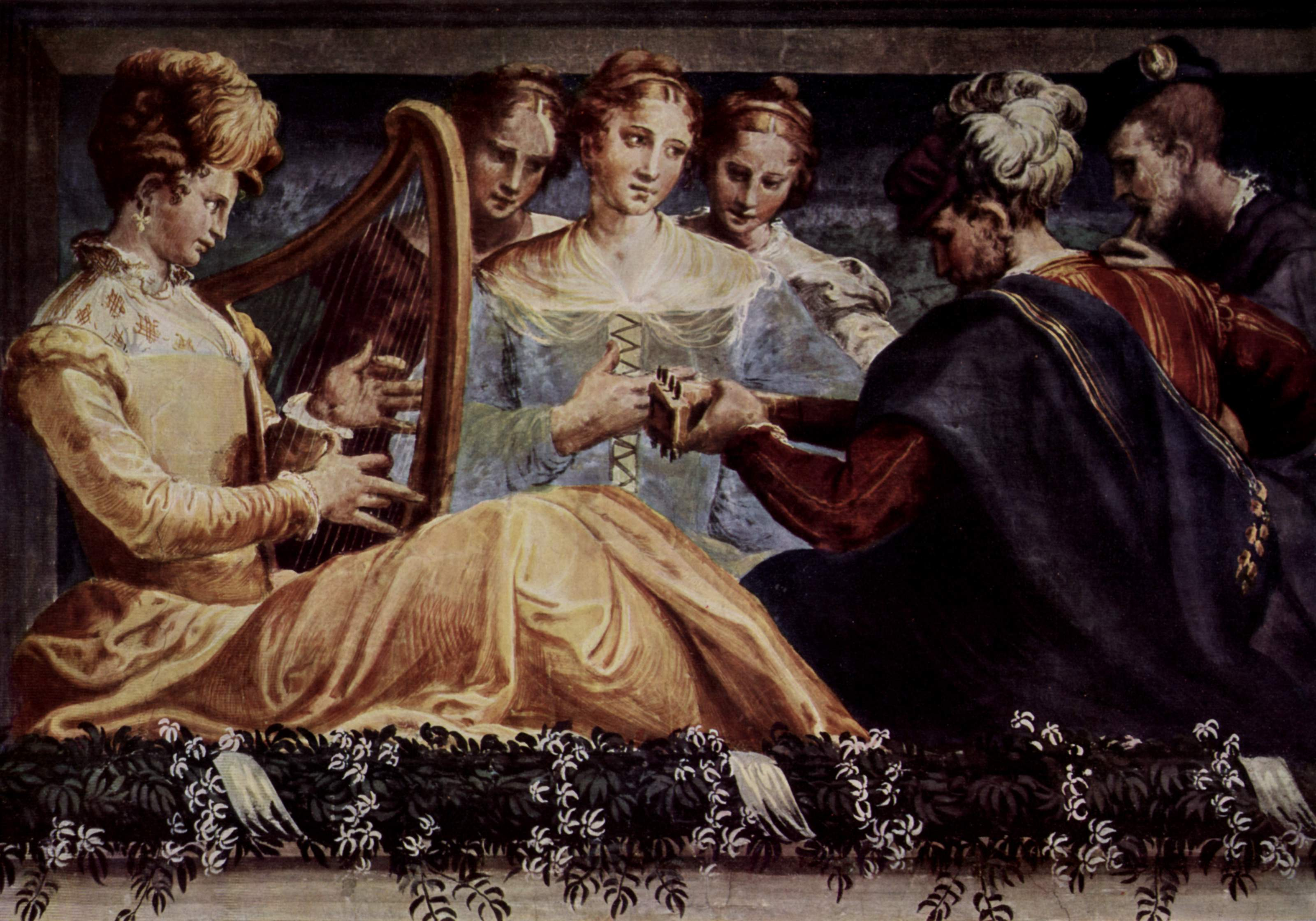
Konzert (1550, Bologna)
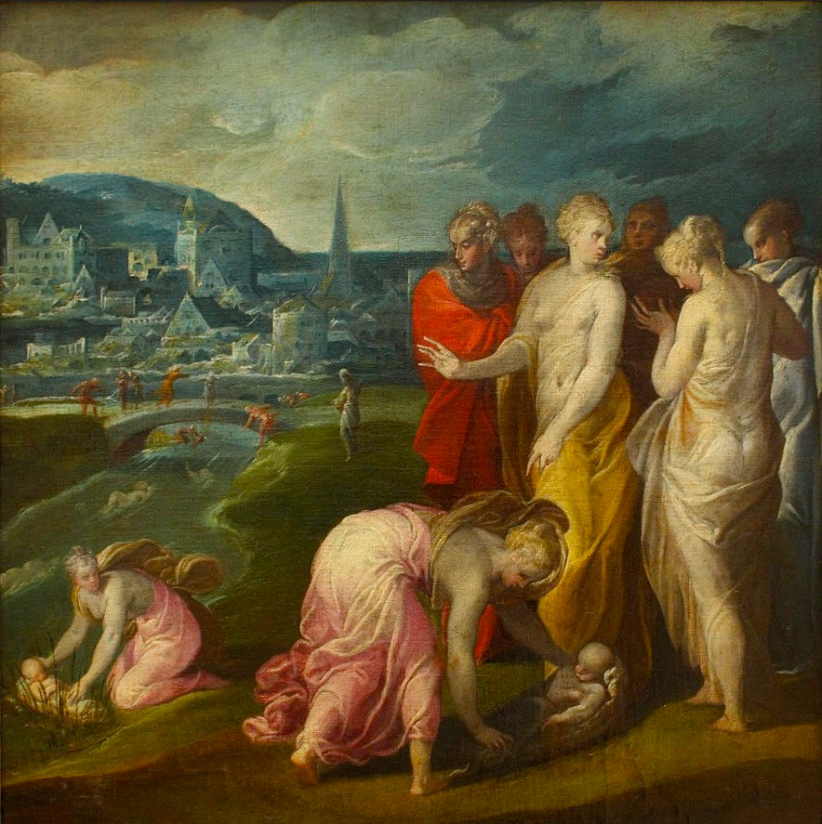
Mózes kimentése a vízből (1560, Louvre)
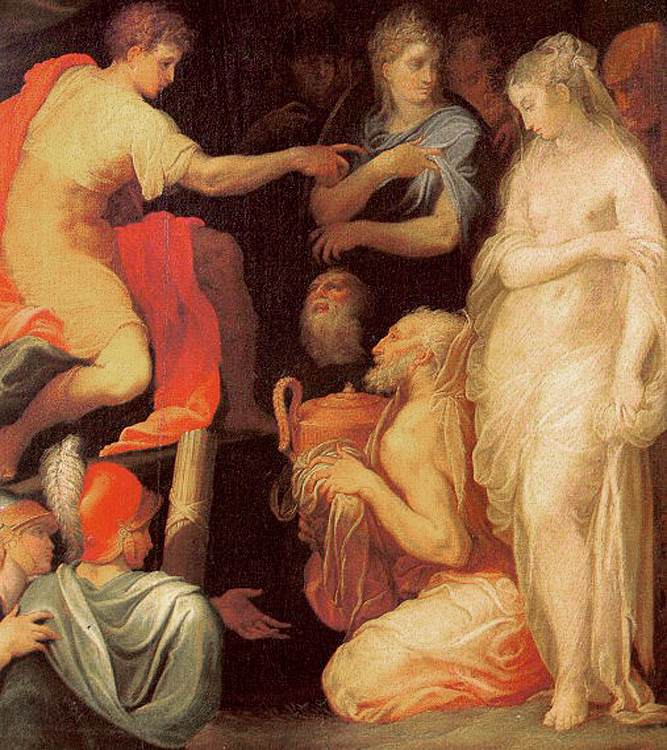
Scipio aszkézise (Louvre)